# Храмы Тольятти
Храмы Тольятти — религиозные учреждения различных конфессий в городе Тольятти Самарской области.

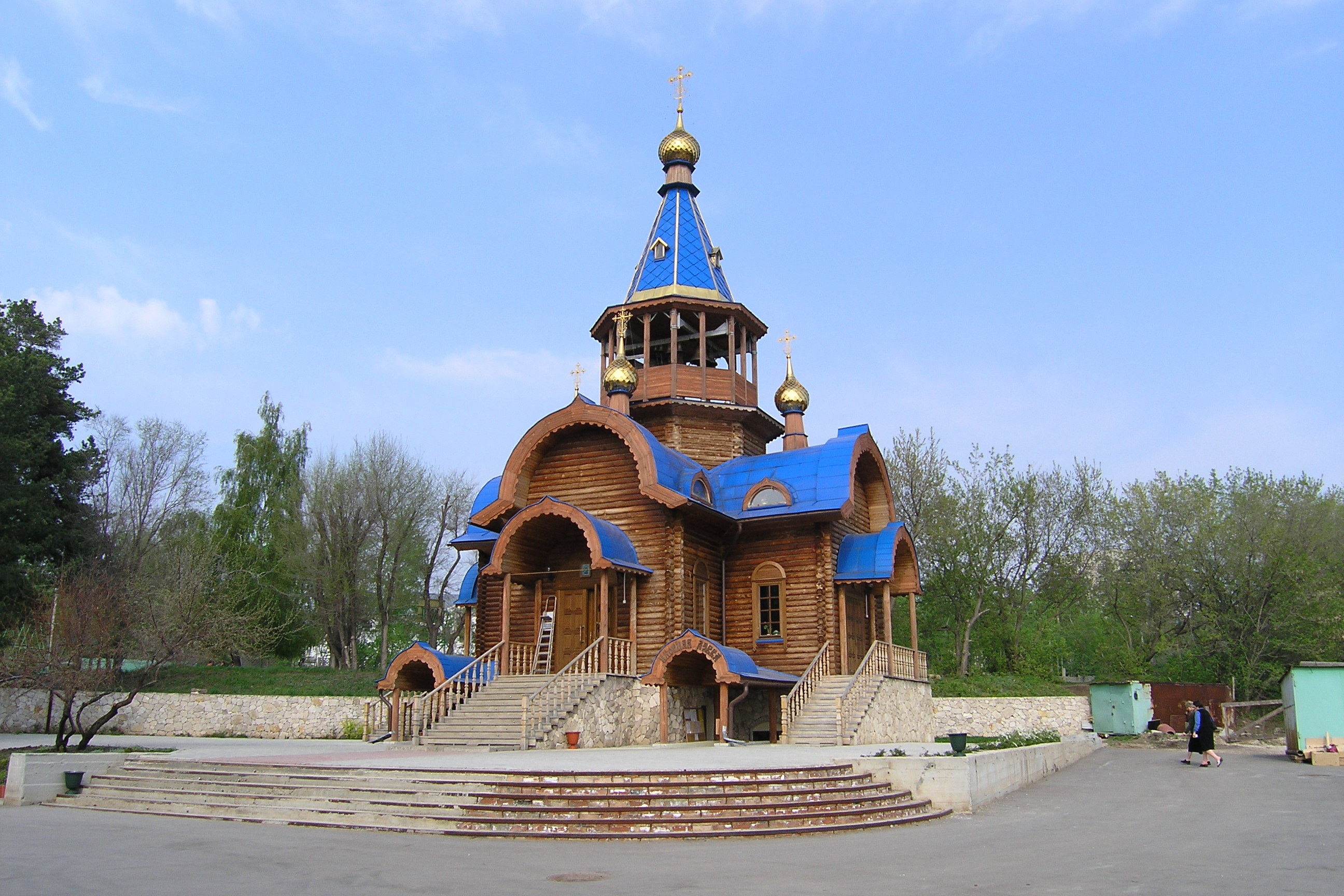
Храм Успения Пресвятой Богородицы

В период с основания города в 1737 году и до 1750 года в Ставрополе было построено пять православных церквей. Крупнейшим из храмов в Ставрополе был Троицкий собор. Он, как и остальные церкви и соборы, был взорван и разобран, а затем затоплен вместе со всем старым Ставрополем.
Существует легенда о том, что в 1894 году святой праведный Иоанн Кронштадтский предсказал будущее затопление Ставрополя: посетив город, он отслужил молебен в Троицком соборе, а затем сообщил собравшимся: «Городок ваш хороший, но будет затоплен водой».
Только в 1985 в Тольятти был построен первый после Октябрьской революции храм.

## Православные храмы
Сегодня в городе действуют:

### Автозаводской район, Преображенское благочиние

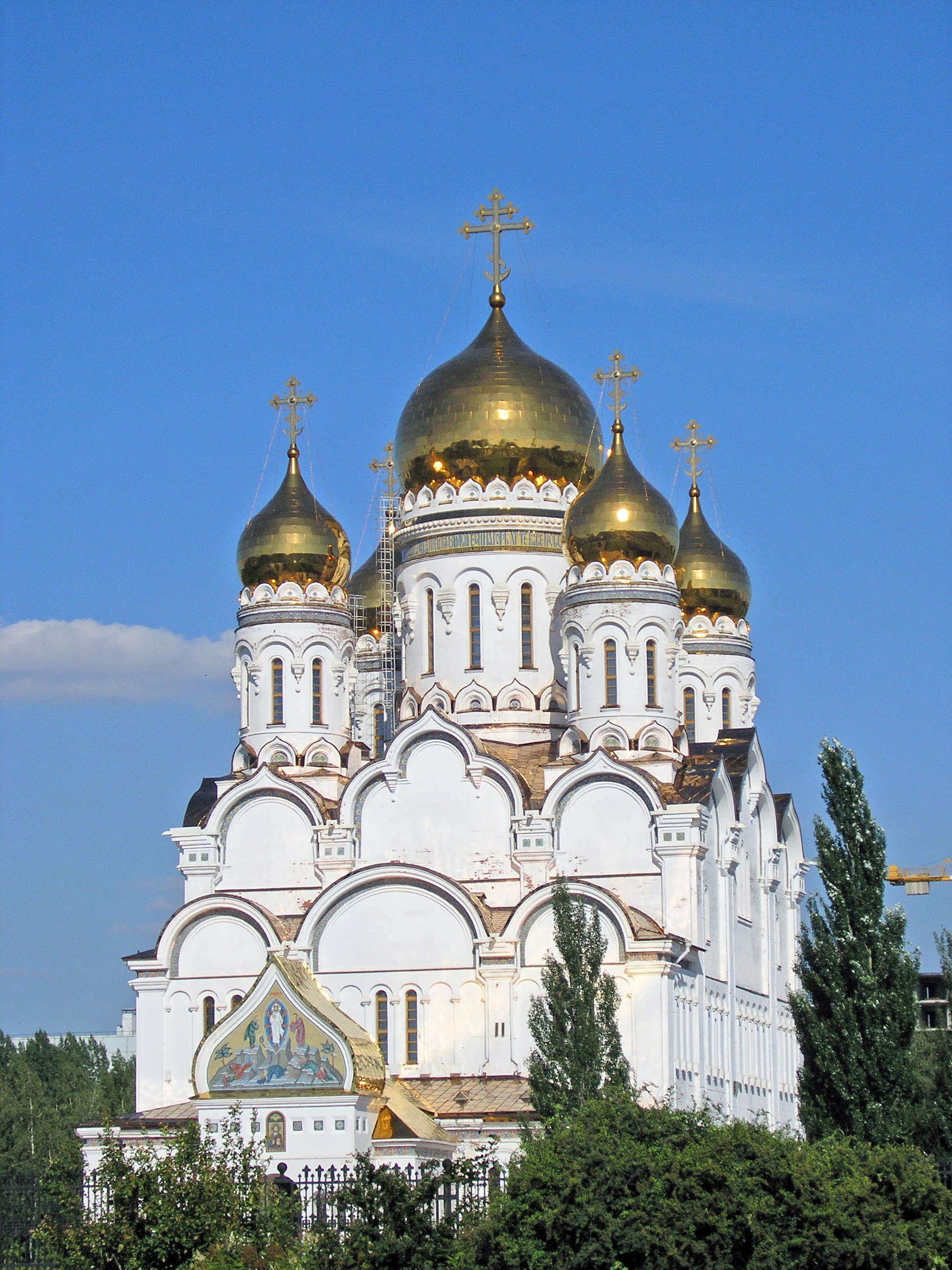
Спасо-Преображенский собор

- Храмовый комплекс на ул. Революционной: Спасо-Преображенский собор и Храм в честь Иоанна Крестителя — ул. Революционная, 19, протоиерей Валерий Марченко (занимает должность благочинного).
- Храмовый комплекс на ул. Ворошилова: Храм в честь Покрова Пресвятой Богородицы и крестильный храм в честь Богоявления Господня — ул. Ворошилова, 2Б, протоиерей Алексей Божков.
- Домовая церковь во имя святого великомученика Георгия Победоносца и часовня блаженного Князя Александра Невского — на территории 3-й отдельной гвардейской Варшавско-Берлинской Краснознамённой ордена Суворова 3-й степени бригады специального назначения, ул. Ворошилова, 2а.
- Храм Святого Преподобного Серафима Саровского — пр-т Степана Разина, 86а, настоятель Протоиерей Вячеслав Бильчук.
- Храм в честь иконы Божией Матери Скоропослушница — ул. Революционная, 3, помещение в первом комплексном общежитии. Протоиерей Александр Чекменев.
- Храм Всех Святых, в земле Российской просиявших — при архиерейском подворье управляющего Самарской епархией, ул. Революционная, 74, протоиерей Димитрий Лескин.
- Храм во имя Святого Архистратига Божьего Михаила — домовая церковь АО «АвтоВАЗ», напротив НТЦ АО «АВТОВАЗ», окормляется протоиереем Димитрием Лескиным., ул. Заставная, 2а.
- Церковь в честь иконы Пресвятой Богородицы Спорительницы хлебов — на территории предприятия ОАО «Лада-хлеб», ул. Вокзальная, 21б.
- Храм Трёх святителей Василия Великого, Григория Богослова и Иоанна Златоуста — на территории Поволжского православного института, ул. Юбилейная, 4а.
- Венчальный храм во имя святых Петра и Февронии — строящийся храм напротив Дворца бракосочетания.

### Автозаводской район, Невское благочиние
- Храмовый комплекс на ул. 70 лет Октября: Храм в честь Святого Праведного Иоанна Кронштадтского и строящийся Храм во имя Святого благоверного князя Александра Невского — ул. 70 лет октября, 62, протоиерей Александр Здоренко, https://ioannkron.tltepar.ru/
- Храм во имя св. Великомученика и целителя Пантелеимона — в детском корпусе Медгородка, б-р Здоровья, 25, протоиерей Андрей Гриев, http://hram-medgorodok.tltepar.ru/.
- Приход Храма Святителя Николая Чудотворца — службы проходят в домовом храме, предоставленном гостиницей «Лада-Восход», по адресу: ул 70 лет Октября, 28б, протоиерей Феодор Гавриленко.
- Приход Храма Святых царственных мучеников Страстотерпцев — ул. 70 лет Октября, 59, протоиерей Филипп Виньковский (с июня 2018 года), http://tsarstvennye.tltepar.ru/.
- Приход Храма в честь Великомученика Георгия Победоносца — ул. Автостроителей, 57. Строится храм на территории восточнее здания на ул. 40 лет Победы, 82а. Протоиерей Марк Ромашков, http://georgiy.tltepar.ru/.

### Центральный район, Центральное благочиние
- Храм во имя Казанской иконы Божией Матери — ул. Вавиловой, 2, настоятель: протоиерей Николай Манихин (занимает должность благочинного).
- Приход в честь Святой Троицы с храмом в честь Иоанна Богослова — ул. Голосова, 93а. Установлен памятный крест и отведено место под строительство будущего Троицкого собора, иерей Димитрий Артёмов.
- Храм Успения Пресвятой Богородицы и домовый храм в честь Святого благоверного князя Александра Невского — Портпосёлок, Комсомольское шоссе, 2А, иерей Иоанн Ермаков.

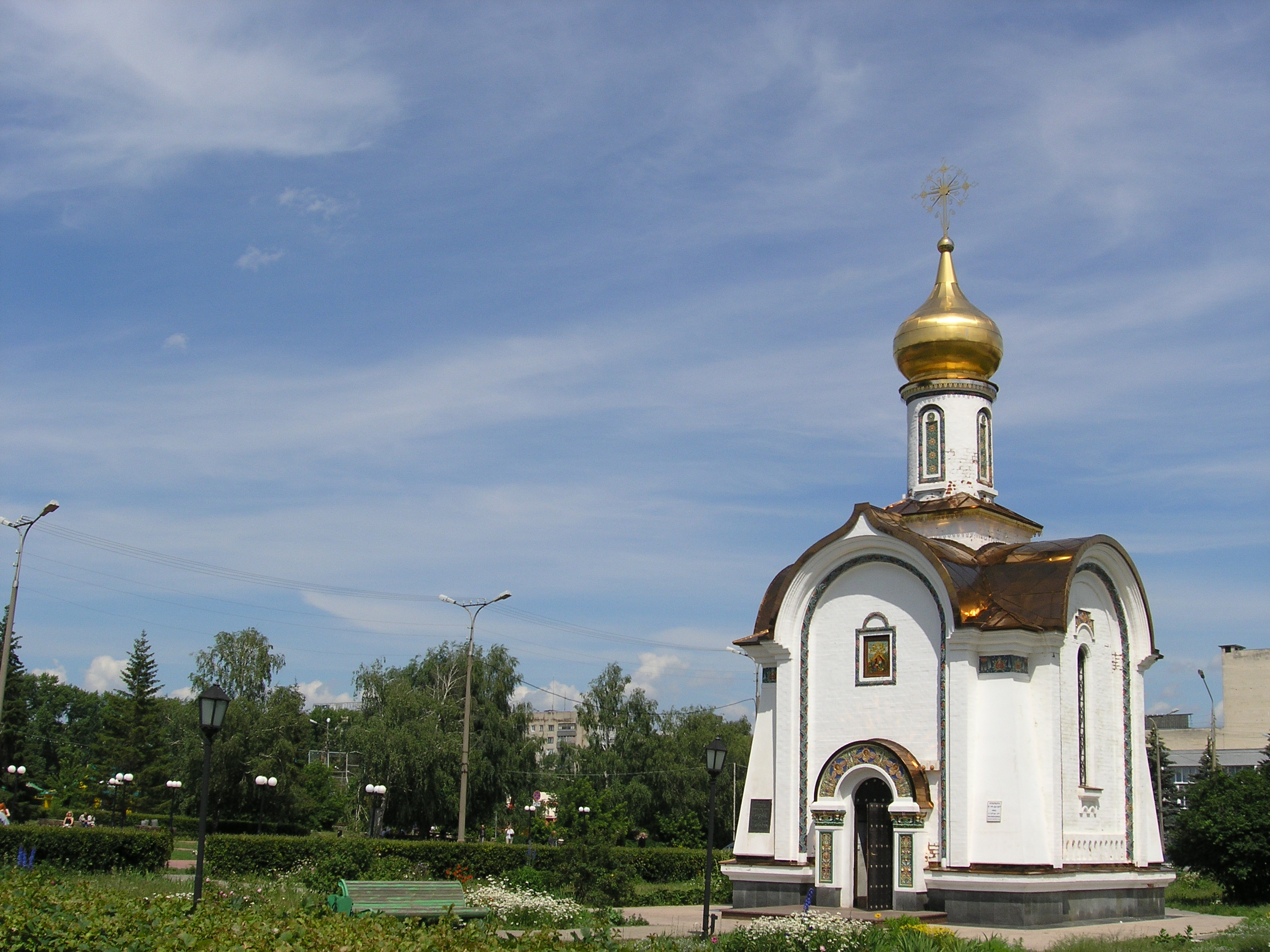
Христорождественская часовня

- Часовня в честь Рождества Христова— приписана к Свято-Троицкому приходу, Центральный район, Центральная площадь. Рядом установлены звонница и памятник Николаю Чудотворцу. Иерей Андрей Литвинко.
- Храм во имя Всех святых (кладбищенская церковь) — в районе с. Тимофеевка, Обводное шоссе, 1Г, на территории нового кладбища Тольятти. Иерей Александр Кочетков.
- Часовня Илии Пророка — баныкинское кладбище, Баныкина 41а.[2] Окормляет иерей Алексей Ундер. Освящено место для строительство храма во имя пророка Илии.
- Храм-часовня святой блаженной Ксении Петербургской — территория горбольницы № 1, ул. Октябрьская, 68 к.4, иеромонах Антоний Карачков.
- Воскресенский мужской монастырь — Портпосёлок, ул. Нагорная, 1А: храм в честь Светлого Христова Воскресения, храм во имя святого Силуана Афонского, храм в честь иконы Пресвятой Богородицы «Отрада и Утешение». Находится в здании бывшей земской больницы — памятника архитектуры Тольятти, наместник — архимандрит Гермоген (Крицын).
- Храм во имя святой мученицы Татианы — ул. Белорусская, 14, на территории Тольяттинского государственного университета, заложена капсула в основание храма.
- Часовня в честь святого великомученика и целителя Пантелеимона — в хирургическом отделении городской больницы №2, ул.Баныкина, 8. Службы проводит протоиерей Андрей Гриев.
- Больничный храм-часовня в честь иконы Божией Матери «Всех скорбящих радость» — на территории психоневрологического диспансера, Автозаводское шоссе, 3. Службы проводит протоиерей Андрей Гриев.
- Больничная часовня в детской многопрофильной больнице — ул. Лесная, 1. Службы проводит священник Алексий Ундер

### Комсомольский район, Тихоновское благочиние

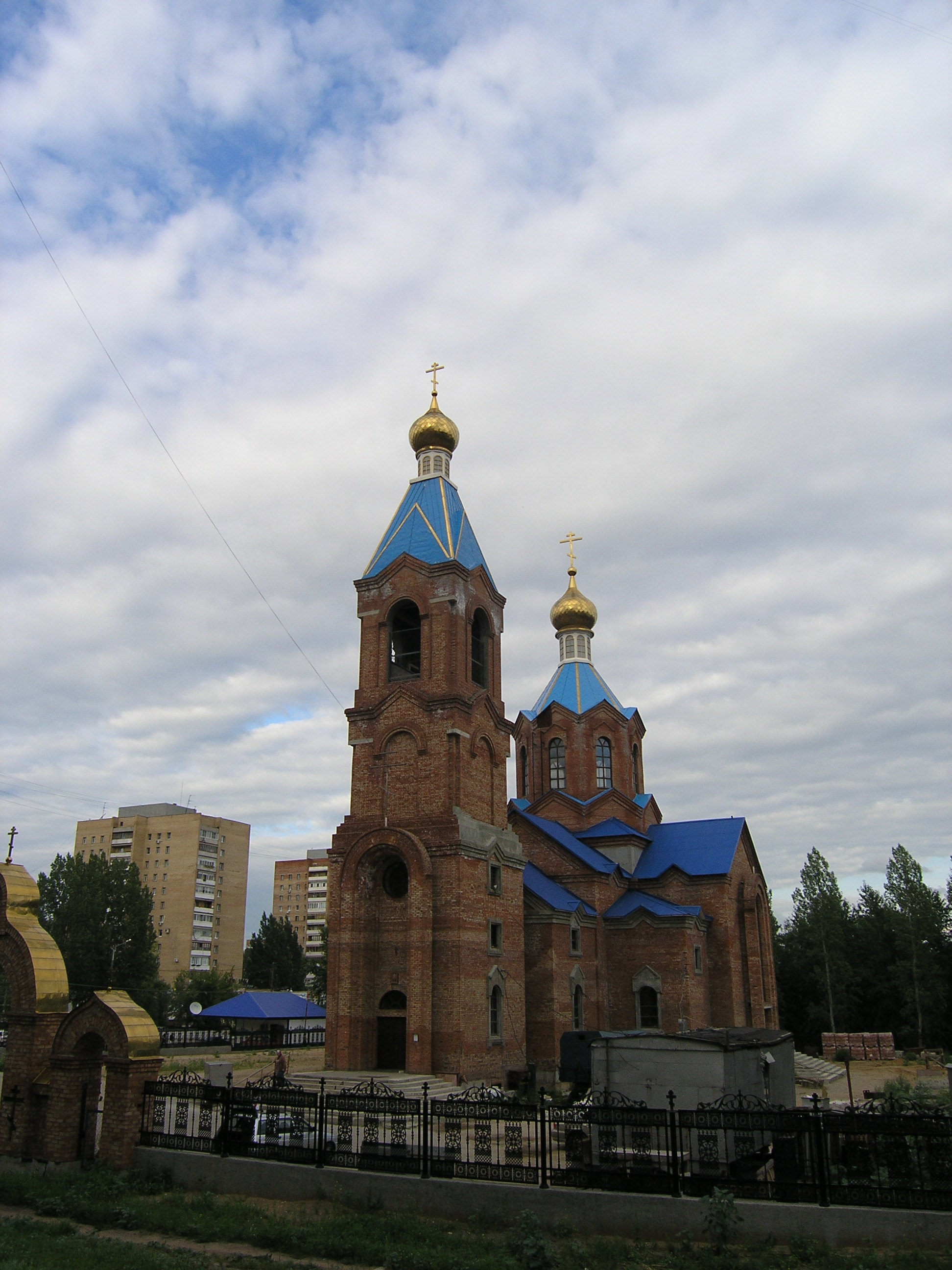
Свято-Тихоновский храм

- Свято-Тихоновский храм —ул. Лизы Чайкиной, 28.
- Храм во имя Святого Преподобного Серафима Саровского — мр-н Шлюзовой, ул. Железнодорожная, 23 секция 4, иерей Алексий Кузьмин. Строится храм напротив железнодорожного вокзала «Жигулёвское море».
- Благовещенский скит: храм Благовещения Пресвятой Богородицы и трапезный храм в честь святой Великомученицы Варвары — посёлок Фёдоровка, ул. Кооперативная, 27А. Открыт в 1848 году. Памятник архитектуры Тольятти
- Храм во имя святого Архистратига Божия Михаила — посёлок Поволжский, ул. Полевая, 28. Храм в стадии строительства.
- Храм-часовня в честь Святой благоверной царицы Тамары — ул. Матросова, 19И.
- Приход в честь Святителя Дмитрия Солунского — Майский проезд, 1, домовая церковь Дома ветеранов. Храм в честь Дмитрия Солунского планируется возвести в юго-западнее жилого дома 44 на Телеграфной улице..
- Домовая церковь во имя Анастасии Узорешительницы — посёлок Фёдоровка, исправительная колония № 16, ул. Ровная, д.1.
- Домовая церковь во имя Святого Духа — в помещении Самарской гуманитарной академии, Комсомольский район, ул. Чайкиной, 87, окормляет иерей Сергий Гаврилушкин.
- Приход в честь св.равноапостольной Марии Магдалины — мр-н Шлюзовой, ул. Никонова, 8, иерей Прокопий Гудков. Планируется строительство храма в сквере на берегу Волги, недалеко от Дворца культуры.
- Приход во имя Святителя Николая Чудотворца — мр-н Жигулёвское море, ул. Достоевского, 52.
- Храм в честь блаженной Матроны Московской (кладбищенская церковь) — территория городского «тоазовского» кладбища, Поволжское шосее, 5 ст.1.

### Прочее
- Молельная комната во имя святого великомученика и целителя Пантелеимона — п. Поволжский, поликлиника №1, ул. Олимпийская, 36.
- Молельная комната во имя святого Феофана Затворника — посёлок Поволжский, ул. Вавилова, 64. Окормляет иерей Олег Мороз.
- Молельная комната ОАО «Волгамашмаркет» — ул. Мира, 106.
- Молельная комната механосборочного производства ОАО “АвтоВАЗ” во имя преп. Серафима Саровского — 5 вставка ОАО “АвтоВАЗ”. Окормляет протоиерей Димитрий Лескин.
- Православный просветительский центр сборочно-кузовного производства ОАО “АвтоВАЗ” во имя св. Димитрия Солунского — 5 вставка ОАО “АвтоВАЗ”. Окормляет протоиерей Димитрий Лескин.
- Православный просветительский центр энергетического производства ОАО «АВТОВАЗ» во имя Святого Николая, Мир Ликийских чудотворца. Окормляет протоиерей Димитрий Лескин.
- Молельная комната хоккейного клуба “ЛАДА” — ДС "Волгарь", Приморский бульвар, 37.
- Молельная комната в колонии-поселении №1" — ул. Комсомольская, 129. Окормляет протоиерей Димитрий Дружкин.
- Православная духовная здравница — на территории городской больницы №4, ул. Механизаторов, 37. Службы проводит иерей Василий Доровский.
- Православная классическая гимназия — появилась в Тольятти в 1995 году, работает начальная православная школа.
- В 2008 году началось строительство Поволжского православного института имени святителя Алексия, митрополита Московского.

## Ислам

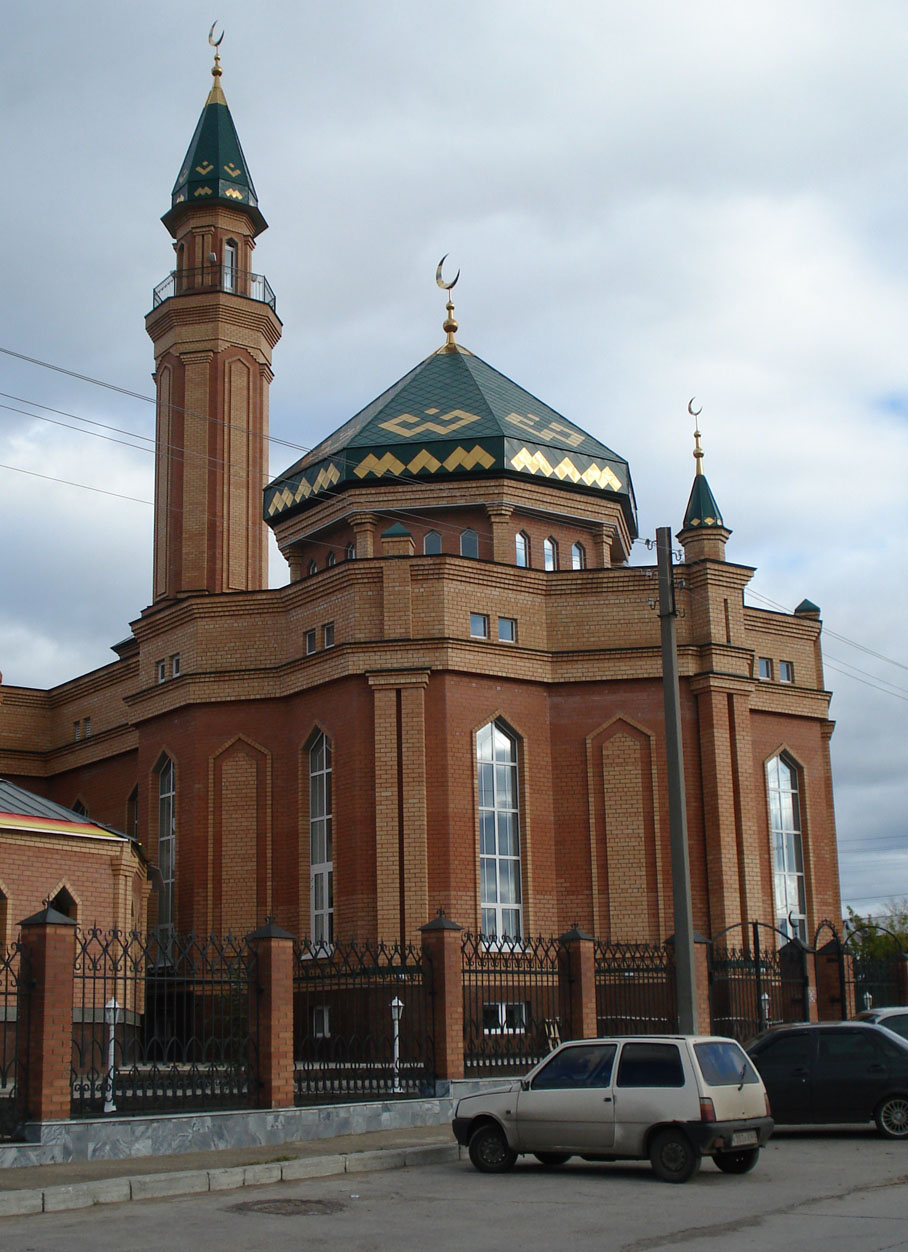
Соборная мечеть

- Тольяттинская соборная мечеть — в Центральном районе Тольятти, ул. Ларина, 24. Построена всего за два года и открыта в 1996 году. Вместимость — до 3000 человек. Вторая очередь мечети была открыта 10 декабря 2007 г.. Имам-мухтасиб: Гумеров Ислам Минсалихович.
- Исламский религиозный центр «Байт-Аллах» — строящийся комплекс «Джума Джами мечеть» с планируемой вместимостью более 20000 человек, б-р Космонавтов, имам-мухтасиб Галиаскаров Анас Галиахметович.
- Религиозное общество махалля «Вахдад» — Автозаводской район, ул. 40 лет Победы, д. 88, 1 этаж. Имам: Назимов Гурез Барумович.

Другие мусульманские движения представлены религиозным объединением «Эль — Нур» и объединением содействия возрождению культуры и веры ислама «Мирас».

## Католицизм
- Приход Божьей Матери Фатимской Римско-католической церкви — относится к епархии Святого Климента в Саратове, ул. Курчатова 14/84[3]. Священники: настоятель отец Артур Вильчек, отец Мирослав Давлевич до 2017 года, отослан в Варшаву (орден редемптористов). Богослужения приход проводит в часовне на ул. Революционной, 79. Первоначально часовня располагалась на углу ул. Свердлова и Юбилейной, но перенесена на новое место[4] — в связи со стройкой на первоначальном месте расположения часовни нового православного института. Освящена в декабре 1998 г.

В октябре 2021 года освящён храм в честь Иоанна Павла II.

## Старообрядческая церковь
- Старообрядческая община — фактический адрес Автозаводской район, ул. Юбилейная, д.19, кв. 54. Иерей: Димитрий Анатольевич Мартышкин.
- Тольяттинское подворье старообрядческой общины г. Самара Древлеправославной Поморской церкви — г. Самара, ул. Льва Толстого, д. 17. Наставник в г. Самаре, выполняющий полный обряд: Половинкин Павел Владимирович.

Планируется возведение старообрядческого храма.

## Иудаизм
- Еврейский общинный центр Тольятти — Автозаводской район, ул. Маршала Жукова, 9. Главный раввин Меир Фишер, Двора Фишер. Школа «Ор-Авнер», детский сад, воскресная школа, Женский клуб, Миквэ.

## Армянская апостольская церковь

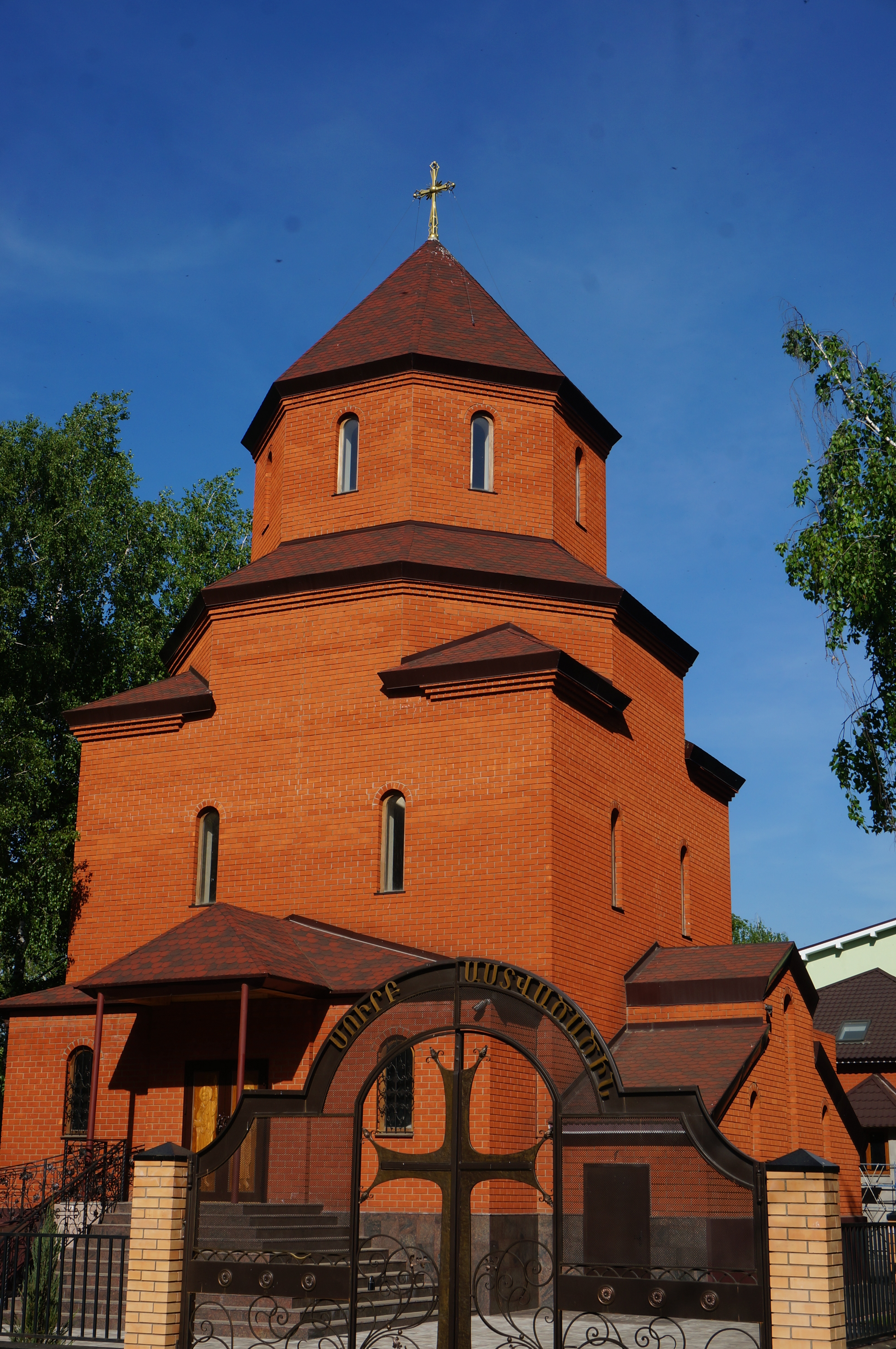

- Армянская апостольская православная «Церковь Святой Богородицы» в комплексе Центра национальной армянской культуры — ул. Маршала Жукова, 25Б. Открыта 28 мая 2017 года[7].

## Буддизм
- Буддийский центр Алмазного Пути школы Карма Кагью — Автозаводской район, ул. Спортивная, 16-59.

## Общество СознанияКришны
- Общество Сознания Кришны — Центральный район, ул. Баныкина, 6-115.
- Самарское региональное общество Сознания Кришны — Ленинский проспект, 3-99.

## Протестантизм
- Евангелическо-лютеранская община[8][9], Южное ш., 67А.
- Церковь Евангельских Христиан «Пробуждение» — ул. Маршала Жукова, 48, 3 подъезд, цокольный этаж.
- Церковь Евангельских Христиан — баптистов «Возрождение» — б-р Баумана, 2а; б-р Королева, 20.
- Церковь Евангельских Христиан — баптистов «Благословение» — Комсомольский район, ул. Шлюзовая, 29-43.
- Церковь Евангельских Христиан — баптистов «Благая весть» — Центральный район, 6-й Онежский переулок, д. 6.
- Церковь Христиан Веры Евангельской «Тольяттинский Христианский центр» — ул. Ленинградская, 2А, ДК «Машиностроитель»
- Христианская церковь "Новое поколение" - с.Тимофеевка, Улица Строителей, 96.

Также существует ещё несколько организаций протестантов, встречающихся в основном, на частных квартирах.

## Прочие
- Церковь Иисуса Христа Святых последних дней — Комсомольский р-н, ДК 40 лет ВЛКСМ, ул. Коммунистическая, 39А. Президент Золотов Алексей.
- Свидетели Иеговы — б-р Туполева, д.17а, «Зал Царств».
- Общественное движение «ИВ САХАДЖА ЙОГА» — Цветной бульвар, 14 — 64, Солодянкин Александр Сергеевич.